# United States Institute of Peace

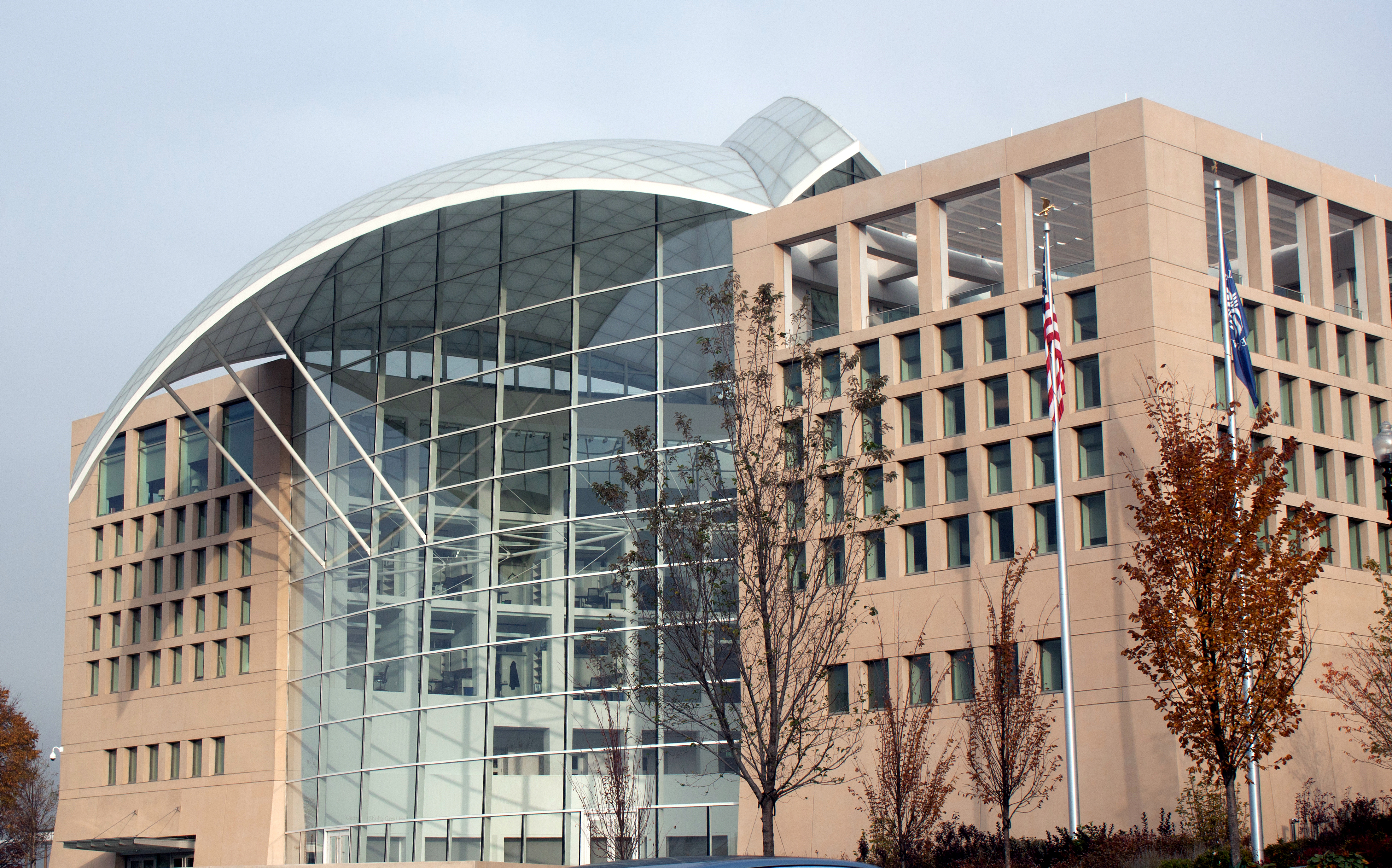
Hauptquartier des United States Institute of Peace, 2301 Constitution Avenue NW, Washington, D.C.

Das United States Institute of Peace (USIP) ist eine US-amerikanische Bundeseinrichtung zur Erforschung und Verhinderung gewaltsamer Konflikte weltweit.
Das in Washington, D.C. ansässige USIP erstellt Studien und führt Trainingsprogramme zu internationalen Konflikten und deren gewaltfreier Lösung durch. Es ist in mehr als 30 Ländern tätig, darunter Sudan, Südsudan, Afghanistan, Pakistan und Irak. 2006 formierte das USIP die parteienübergreifende Iraq Study Group.
Das Budget umfasste ca. 55 Mio. Dollar für 2025.

## Geschichte
Die Behörde geht auf die von Präsident Carter eingesetzte Matsunaga Commission (unter Spark Matsunaga) zurück. Nach einer jahrelangen Kampagne u. a. von Milton C. Mapes beschloss der US-Kongress die Gründung des USIP und Präsident Ronald Reagan unterzeichnete 1984 das entsprechende Gesetz.
Dieses Gesetz verbietet es dem USIP, private Spenden anzunehmen; die Finanzierung aus Bundesmitteln soll es vor Einflussnahme schützen.
Unter Präsident Trump wurde das Institut am 17. März 2025 mithilfe der Polizei durch die DOGE unter Elon Musk übernommen und als  neuer Präsident Kenneth Jackson anstelle des abgesetzten George Moose eingesetzt. Die Maßnahme beruht auf einer Order des Präsidenten vom 19. Februar 2025 mit dem Ziel, die Einrichtung so weit wie möglich abzuschaffen.
| Person             | Zeitraum                                    |
| ------------------ | ------------------------------------------- |
| Robert F. Turner   | 1986–1987                                   |
| Samuel W. Lewis    | 1987–1992                                   |
| Richard H. Solomon | 1992–2012                                   |
| Jim Marshall       | 2012–2013                                   |
| Kristin Lord       | 2013–2014 (kommissarisch)                   |
| Nancy Lindborg     | 2015–2020                                   |
| Lise Grande        | 2020–2024                                   |
| George Moose       | 25. April 2024–17. März 2025(kommissarisch) |
| Kenneth Jackson    | 17. März 2025                               |

## Veröffentlichungen (Auswahl)
- Solomon, Richard H., Quinney, Nigel: American Negotiating Behavior: Wheeler-Dealers, Legal Eagles, Bullies and Preachers. U.S. Institute of Peace Press, Washington, D.C. 2010, ISBN 978-1-60127-048-1 (englisch, usip.org).
- Telhami, Shibley (Hrsg.): The Sadat Lectures: Words and Images on Peace, 1997–2008. U.S. Institute of Peace Press, Washington, D.C. 2010, ISBN 978-1-60127-054-2 (englisch, usip.org).
- Guiding Principles for Stabilization and Reconstruction. U.S. Institute of Peace Press, Washington, D.C. 2009, ISBN 978-1-60127-046-7 (englisch, usip.org).
- Zartman, I. William (Hrsg.): Peacemaking in International Conflict: Methods and Techniques (Revised Edition). U.S. Institute of Peace Press, Washington, D.C. 1997, ISBN 1-929223-66-8 (englisch, eingeschränkte Vorschau in der Google-Buchsuche).
- Peace Terms: A glossary of terms for Conflict Management and Peacebuilding